# 7842 Ісітсука
7842 Ісітсука (7842 Ishitsuka) — астероїд головного поясу, відкритий 1 грудня 1994 року.
Тіссеранів параметр щодо Юпітера — 3,559.